# سانتیاگو سوسا
سانتیاگو سوسا (انگلیسی: Santiago Sosa؛ زادهٔ ۳ مهٔ ۱۹۹۹) بازیکن فوتبال اهل آرژانتین است.
از باشگاه‌هایی که در آن بازی کرده‌است می‌توان به باشگاه فوتبال ریور پلاته اشاره کرد.
وی همچنین در تیم ملی فوتبال زیر ۲۰ سال آرژانتین بازی کرده‌است.